# Maculonaclia subfenestrata
Maculonaclia subfenestrata är en fjärilsart som beskrevs av Aurivillius 1899. Maculonaclia subfenestrata ingår i släktet Maculonaclia och familjen björnspinnare. Inga underarter finns listade i Catalogue of Life.